# Lijst van voetbalinterlands Kameroen - Zambia
Deze lijst van voetbalinterlands is een overzicht van alle officiële voetbalwedstrijden tussen de nationale teams van Kameroen en Zambia. De Afrikaanse landen speelden tot op heden zestien keer tegen elkaar, te beginnen met een kwalificatiewedstrijd voor de Afrika Cup 1970 op 8 oktober 1969 in Lusaka. De laatste ontmoeting, een vriendschappelijke wedstrijd, vond plaats in Jeddah (Saoedi-Arabië) op 9 januari 2024. Voor beide teams was het een oefenwedstrijd in de voorbereiding op de Afrika Cup 2023.

## Wedstrijden
| №  | Plaats      | Datum            | Competitie                   | Wedstrijd         | Uitslag |
| -- | ----------- | ---------------- | ---------------------------- | ----------------- | ------- |
| 1  | Lusaka      | 8 oktober 1969   | Afrika Cup 1970 kwalificatie | Zambia – Kameroen | 2 – 2   |
| 2  | Yaoundé     | 22 oktober 1969  | Afrika Cup 1970 kwalificatie | Kameroen – Zambia | 2 – 1   |
| 3  | Lusaka      | 7 april 1985     | WK 1986 kwalificatie         | Zambia – Kameroen | 4 – 1   |
| 4  | Yaoundé     | 21 april 1985    | WK 1986 kwalificatie         | Kameroen – Zambia | 1 – 1   |
| 5  | Alexandrië  | 8 maart 1986     | Afrika Cup 1986              | Kameroen – Zambia | 3 – 2   |
| 6  | Annaba      | 3 maart 1990     | Afrika Cup 1970              | Kameroen – Zambia | 0 – 1   |
| 7  | Lusaka      | 1 juni 1997      | Vriendschappelijk            | Zambia – Kameroen | 3 – 0   |
| 8  | Tunis       | 9 augustus 1997  | Vriendschappelijk            | Kameroen – Zambia | 3 – 3   |
| 9  | Yaoundé     | 15 februari 2001 | WK 2002 kwalificatie         | Kameroen – Zambia | 1 – 0   |
| 10 | Lusaka      | 14 juli 2001     | WK 2002 kwalificatie         | Zambia – Kameroen | 2 – 2   |
| 11 | Kumasi      | 22 januari 2008  | Afrika Cup 2008              | Kameroen – Zambia | 5 – 1   |
| 12 | Lubango     | 17 januari 2010  | Afrika Cup 2010              | Kameroen – Zambia | 3 – 2   |
| 13 | Limbe       | 12 november 2016 | WK 2018 kwalificatie         | Kameroen − Zambia | 1 − 1   |
| 14 | Ndola       | 11 november 2017 | WK 2018 kwalificatie         | Zambia − Kameroen | 2 − 2   |
| 15 | Majadahonda | 9 juni 2019      | Vriendschappelijk            | Kameroen − Zambia | 2 − 1   |
| 16 | Jeddah      | 9 januari 2024   | Vriendschappelijk            | Zambia − Kameroen | 1 − 1   |

## Samenvatting
| Competitie              | Totaal gespeeld | Winst Kameroen | Gelijk | Winst Zambia | Doelsaldo Kameroen – Zambia |
| ----------------------- | --------------- | -------------- | ------ | ------------ | --------------------------- |
| WK-kwalificatie         | 6               | 1              | 4      | 1            | 8 − 10                      |
| Afrika Cup              | 4               | 3              | 0      | 1            | 11 − 6                      |
| Afrika Cup-kwalificatie | 2               | 1              | 1      | 0            | 4 − 3                       |
| Vriendschappelijk       | 4               | 1              | 2      | 1            | 6 − 8                       |
| Totaal                  | 16              | 6              | 7      | 3            | 29 − 27                     |

FCF · A-internationals · Selecties · Bondscoaches · Statistieken · Kameroens vrouwenelftal · Kameroen U21 · Kameroen U20 · Kameroen U19 · Kameroen U18 · Kameroen U17
1960 – 1969 · 
1970 – 1979 · 
1980 – 1989 · 
1990 – 1999 · 
2000 – 2009 · 
2010 – 2019 ·
2020 − 2029
CC 2001 · 
CC 2003
WK 1982 · 
WK 1990 · 
WK 1994 · 
WK 1998 · 
WK 2002 · 
WK 2010 · 
WK 2014 ·
WK 2022
OS 1984 · 
OS 2000 · 
OS 2008
1961 · 
1960 · 
1961 · 
1962 · 
1963 · 
1964 · 
1965 · 
1966 · 
1967 · 
1968 · 
1969 · 
1970 · 
1971 · 
1972 · 
1973 · 
1974 · 
1975 · 
1976 · 
1977 · 
1978 · 
1979 · 
1980 · 
1981 · 
1982 · 
1983 · 
1984 · 
1985 · 
1986 · 
1987 · 
1988 · 
1989 · 
1990 · 
1991 · 
1992 · 
1993 · 
1994 · 
1995 · 
1996 · 
1997 · 
1998 · 
1999 · 
2000 · 
2001 · 
2002 · 
2003 · 
2004 · 
2005 · 
2006 · 
2007 · 
2008 · 
2009 · 
2010 · 
2011 · 
2012 · 
2013 ·
2014 ·
2015 ·
2016 ·
2017 ·
2018 ·
2019 ·
2020 ·
2021 ·
2022
Albanië ·
Algerije ·
Angola ·
Argentinië ·
Australië ·
Benin ·
Bolivia ·
Brazilië ·
Bulgarije ·
Burkina Faso ·
Burundi ·
Canada ·
Centraal-Afrikaanse Republiek ·
Chili ·
Colombia ·
Comoren ·
Congo-Brazzaville ·
Congo-Kinshasa ·
Costa Rica ·
Cuba ·
Denemarken ·
Duitsland ·
Egypte ·
Engeland ·
Equatoriaal-Guinea ·
Eritrea ·
Ethiopië ·
Finland ·
Frankrijk ·
Gabon ·
Gambia ·
Georgië ·
Ghana ·
Griekenland ·
Guinee ·
Guinee-Bissau ·
Ierland ·
India ·
Indonesië ·
Iran ·
Italië ·
Ivoorkust ·
Jamaica ·
Japan ·
Kaapverdië ·
Kenia ·
Koeweit ·
Kroatië ·
Lesotho ·
Liberia ·
Libië ·
Luxemburg ·
Madagaskar ·
Malawi ·
Mali ·
Marokko ·
Mauritanië ·
Mauritius ·
Mexico ·
Moldavië · 
Mozambique ·
Namibië ·
Nederland ·
Niger ·
Nigeria ·
Noord-Macedonië ·
Noorwegen ·
Oeganda ·
Oekraïne ·
Oezbekistan ·
Oostenrijk ·
Panama ·
Paraguay ·
Peru ·
Polen ·
Portugal ·
Roemenië ·
Rusland ·
Rwanda ·
Saoedi-Arabië ·
Sao Tomé en Principe ·
Senegal ·
Servië ·
Sierra Leone ·
Slowakije ·
Soedan ·
Somalië ·
Sovjet-Unie ·
Swaziland ·
Tanzania ·
Thailand · 
Togo ·
Tsjaad ·
Tunesië ·
Turkije ·
Verenigde Staten ·
Zambia ·
Zimbabwe ·
Zuid-Afrika ·
Zuid-Korea ·
Zuid-Soedan ·
Zweden ·
Zwitserland
Brazilië (2014) · 
Brazilië (2022) · 
Denemarken (2010) · 
Egypte (2017) ·
Frankrijk (2003) · 
Italië (1982) · 
Japan (2010) · 
Kroatië (2014) · 
Mexico (2014) ·
Nederland (2010) · 
Peru (1982) · 
Polen (1982) · 
Servië (2022)
FAZ · 
A-internationals · 
Selecties · 
Statistieken · 
Zambiaans vrouwenelftal · 
Olympisch elftal · 
Zambia U21 · 
Zambia U20 · 
Zambia U18 · 
Zambia U17
1964 – 1979 ·
1980 – 1989 ·
1990 – 1999 ·
2000 – 2009 ·
2010 – 2019 ·
2020 − 2029
1964 ·
1965 ·
1966 ·
1967 ·
1968 ·
1969 ·
1970 ·
1971 ·
1972 ·
1973 ·
1974 ·
1975 ·
1976 ·
1977 ·
1978 ·
1979 ·
1980 ·
1981 ·
1982 ·
1983 ·
1984 ·
1985 ·
1986 ·
1987 ·
1988 ·
1989 ·
1990 ·
1991 ·
1992 ·
1993 ·
1994 ·
1995 ·
1996 ·
1997 ·
1998 ·
1999 ·
2000 ·
2001 ·
2002 ·
2003 ·
2004 ·
2005 ·
2006 ·
2007 ·
2008 ·
2009 ·
2010 ·
2011 ·
2012 ·
2013 ·
2014 ·
2015 ·
2016 ·
2017 ·
2018 ·
2019 ·
2020 ·
2021 ·
2022
Algerije · 
Angola ·
België ·
Benin ·
Botswana ·
Brazilië ·
Burkina Faso ·
Burundi ·
Chili ·
China ·
Comoren ·
Congo-Brazzaville ·
Congo-Kinshasa ·
Djibouti ·
Ecuador ·
Egypte ·
Equatoriaal-Guinea ·
Ethiopië ·
Gabon ·
Gambia ·
Ghana ·
Guinee ·
Guinee-Bissau ·
Honduras ·
India ·
Irak ·
Iran ·
Israël ·
Ivoorkust ·
Jamaica ·
Japan ·
Jemen ·
Jordanië ·
Kaapverdië ·
Kameroen ·
Kenia ·
Koeweit ·
Lesotho ·
Liberia ·
Libië ·
Madagaskar ·
Malawi ·
Mali ·
Marokko ·
Mauritanië ·
Mauritius ·
Mozambique ·
Namibië ·
Niger ·
Nigeria ·
Noord-Korea ·
Oeganda ·
Oman ·
Rwanda ·
Saoedi-Arabië ·
Senegal ·
Seychellen ·
Sierra Leone ·
Soedan ·
Somalië ·
Swaziland ·
Tanzania ·
Togo ·
Tsjaad ·
Tunesië ·
Zimbabwe ·
Zuid-Afrika ·
Zuid-Korea
Ivoorkust (2012)